# Патъръс
Патъ̀ръс (на английски: Pateros) е град в окръг Оканоган, щата Вашингтон, САЩ. Патъръс е с население от 643 жители (2000) и обща площ от 1,3 km². Намира се на 245 m надморска височина. ЗИП кодът му е 98846, а телефонният му код е 509.